# ランニング・ワイルド with ベア・グリルス
『ランニング・ワイルド with ベア・グリルス』（原題：Running Wild with Bear Grylls）は、ベア・グリルス主演のサバイバルリアリティーテレビシリーズ。冒険家でありサバイバルの達人であるベア・グリルスが、俳優や各スポーツ界のスター選手、セレブなどの有名人たちを、世界各地の秘境へと連れて行き、そこで共にサバイバル生活を送るという番組である。普段から贅沢な暮らしを堪能しているセレブたちは、単純な道具や手法を用いて危険な環境を生き延びなければならない。過酷な自然環境で過ごす2日間で、セレブたちは徐々に自分をさらけ出し、心の内を吐露したりする姿が人気となっている。
放送局はシーズン1からシーズン4まではNBC、シーズン5からはナショナルジオグラフィックにて放送されている。

## 番組概要
この番組は『サバイバルゲーム MAN vs. WILD』など他のグリルスの番組と同じサバイバル主義のコンセプトに基づいているが、他番組はグルリスが単身で挑むのに対し、有名人が共にサバイバルに参加するという点が他番組とは異なっている特徴である。
ロケ隊は、グリルスの他は、プロデューサー、2人のカメラマン、2人の音響スタッフ、および山岳ガイドなど最小限で構成されている。
シーズン1は2014年7月28日から2014年9月8日まで放送され、ザック・エフロン、チャニング・テイタム、ベン・スティラーなどのセレブが出演した。この番組は、週ごとに改善された概して良いレビューを受けた。
2015年3月26日にシーズン2の製作が発表され、2015年7月に放映が開始された。シーズン2では、 ケイト・ウィンスレット、ケイト・ハドソンなどが出演した。2015年8月31日、NBCとホワイトハウスは、バラク・オバマ大統領（放送当時）がゲストとして出演すると発表した。2人はアラスカ州の原野をトレッキングし、この地域が気候変動にどのような役割を担っているかや、保全について話し合った。そして、グリルスよりサバイバル術の手ほどきを受けた。
シーズン3では元NBA選手のシャキール・オニール、アカデミー賞・ゴールデングローブ賞女優のジュリア・ロバーツなどが出演した。人気TVシリーズ『フレンズ』などで知られる女優のコートニー・コックスも試練を受けた。アイルランドの片田舎をトレッキング中に、死んだ羊を見つけたベアは、その死体に群がっているウジ虫を集めて、羊の睾丸を切り取り、袋にウジ虫を詰めて茹でたものを彼女に出した。
シーズン4は2018年5月7日に初放送され、ドン・チードルやロジャー・フェデラーなどが出演した。しかしブルガリア環境省から収録方法に関して苦情が寄せられた。詳細は下記を参照。
グリルスは2018年10月27日にシーズン5の撮影を開始すると発表した。2019年2月、シーズン5はNBCからナショナルジオグラフィックに番組を移して放送すると発表した。
シーズン5は2019年11月5日に放送された。注目のゲストセレブには アレックス・オノルド、ブリー・ラーソン、カーラ・デルヴィーニュ、デイブ・バウティスタなど。シーズン1のゲストだったチャニング・テイタムも再出演している。またナショジオから日本語吹き替え版も放送されている。

## 出演者
ベア・グリルス Bear Grylls
声 - 小野大輔
番組のホスト。イギリス陸軍の特殊空挺部隊(SAS)の元隊員という肩書きを持ち、エベレスト登頂、南極大陸、北極圏などを冒険してきた、世界を代表するサバイバル冒険家。

## 放送リスト
| シーズン | シーズン | 話数 | 話数 | 放送期間      | 放送期間       | 放送期間   |
| シーズン | シーズン | 話数 | 話数 | 初回放送      | 最終回放送     | 放送局     |
| -------- | -------- | ---- | ---- | ------------- | -------------- | ---------- |
|          | 1        | 6    | 6    | 2014年7月28日 | 2014年9月8日   | NBC        |
|          | 2        | 9    | 9    | 2015年7月13日 | 2015年12月17日 | NBC        |
|          | 3        | 10   | 10   | 2016年8月1日  | 2017年9月16日  | NBC        |
|          | 4        | 8    | 8    | 2018年5月7日  | 2018年7月15日  | NBC        |
|          | 5        | 10   | 10   | 2019年11月5日 | 2020年1月21日  | ナショジオ |
|          | 6        | TBA  | TBA  | 2021年3月29日 | ( )            | ナショジオ |

### シーズン1
| 通算 | 話数 | タイトル         | 日本版タイトル                   | ロケ地             | 放送日        | 視聴者数 (百万人) |
| ---- | ---- | ---------------- | -------------------------------- | ------------------ | ------------- | ----------------- |
| 1    | 1    | "Zac Efron"      | ザック・エフロンとサバイバル     | キャッツキル山地   | 2014年7月28日 | 4.43              |
| 2    | 2    | "Ben Stiller"    | ベン・スティラーとサバイバル     | スカイ島           | 2014年8月4日  | 3.97              |
| 3    | 3    | "Channing Tatum" | チャニング・テイタムとサバイバル | ヨセミテ国立公園   | 2014年8月11日 | 4.54              |
| 4    | 4    | "Tom Arnold"     | トム・アーノルドとサバイバル     | オレゴン州海岸山脈 | 2014年8月18日 | 3.80              |
| 5    | 5    | "Tamron Hall"    | タムロン・ホールとサバイバル     | ピンクの崖         | 2014年9月1日  | 3.84              |
| 6    | 6    | "Deion Sanders"  | デイオン・サンダースとサバイバル | ユタ州砂漠         | 2014年9月8日  | 3.71              |

### シーズン2
| 通算 | 話数 | タイトル                 | 日本版タイトル                      | ロケ地                   | 放送日         | 視聴者数 (百万人) |
| ---- | ---- | ------------------------ | ----------------------------------- | ------------------------ | -------------- | ----------------- |
| 7    | 1    | "Drew Brees"             | ドリュー・ブリーズとサバイバル      | ソベラニア国立公園       | 2015年9月7日   | 2.83              |
| 8    | 2    | "Jesse Tyler Ferguson"   | ジェシー・タイラーとサバイバル      | アルプス山脈             | 2015年7月20日  | 3.34              |
| 9    | 3    | "Kate Hudson"            | ケイト・ハドソンとサバイバル        | ドロミーティ             | 2015年7月13日  | 3.74              |
| 10   | 4    | "Kate Winslet"           | ケイト・ウィンスレットとサバイバル  | スノードニア             | 2015年7月27日  | 3.63              |
| 11   | 5    | "Michelle Rodriguez"     | ミシェル・ロドリゲスとサバイバル    | ネバダ州の砂漠           | 2015年8月10日  | 3.84              |
| 12   | 6    | "James Marsden"          | ジェームズ・マースデンとサバイバル  | ユタ州キャニオン         | 2015年8月24日  | 2.91              |
| 13   | 7    | "Michael B. Jordan"      | マイケル・B・ジョーダンとサバイバル | ウェールズ               | 2015年8月31日  | 3.35              |
| 14   | 8    | "Ed Helms"               | エド・ヘルムズとサバイバル          | コロラド州の山           | 2015年8月3日   | 3.78              |
| 15   | SP   | "President Barack Obama" | TBA                                 | エグジット・グレイシャー | 2015年12月17日 | 3.55              |

### シーズン3
| 通算 | 話数 | タイトル            | 日本版タイトル                        | ロケ地                     | 放送日        | 視聴者数 (百万人) |
| ---- | ---- | ------------------- | ------------------------------------- | -------------------------- | ------------- | ----------------- |
| 16   | 1    | "Nick Jonas"        | ニック・ジョナスとサバイバル          | シエラネバダ山脈           | 2016年8月1日  | 3.17              |
| 17   | 2    | "Courteney Cox"     | コートニー・コックスとサバイバル      | アイルランド島             | 2016年8月22日 | 4.07              |
| 18   | 3    | "Julianne Hough"    | ジュリアン・ハフとサバイバル          | 南アフリカ共和国のサバンナ | 2016年8月2日  | 5.15              |
| 19   | 4    | "Lindsey Vonn"      | リンゼイ・ボンとサバイバル            | コルシカ島                 | 2016年9月5日  | 3.25              |
| 20   | 5    | "Shaquille O'Neal"  | シャキール・オニールとサバイバル      | アディロンダック山地       | 2016年8月29日 | 4.29              |
| 21   | 6    | "Marshawn Lynch"    | マーショーン・リンチとサバイバル      | コルシカ島                 | 2016年9月12日 | 3.64              |
| 22   | 7    | "Mel B"             | メラニー・ブラウンとサバイバル        | ウェールズ                 | 2016年9月7日  | 5.22              |
| 23   | 8    | "Julia Roberts"     | ジュリア・ロバーツとサバイバル        | ケニア                     | 2017年5月25日 | 4.06              |
| 24   | 9    | "Sterling K. Brown" | スターリング・K・ブラウンとサバイバル | コロラド州の山             | 2017年5月22日 | 3.63              |
| 25   | 10   | "Vanessa Hudgens"   | ヴァネッサ・ハジェンズとサバイバル    | シエラネバダ山脈           | 2017年9月16日 | 2.11              |

### シーズン4
| 通算 | 話数 | タイトル               | 日本版タイトル                             | ロケ地         | 放送日        | 視聴者数 (百万人) |
| ---- | ---- | ---------------------- | ------------------------------------------ | -------------- | ------------- | ----------------- |
| 26   | 1    | "Joseph Gordon-Levitt" | ジョセフ・ゴードン＝レヴィットとサバイバル | ケニア         | 2018年5月7日  | 3.53              |
| 27   | 2    | "Keri Russell"         | ケリー・ラッセルとサバイバル               | カナリア諸島   | 2018年5月14日 | 3.01              |
| 28   | 3    | "Lena Headey"          | レナ・ヘディとサバイバル                   | イベリア半島   | 2018年5月21日 | 2.92              |
| 29   | 4    | "Don Cheadle"          | ドン・チードルとサバイバル                 | ホワイト山地   | 2018年6月18日 | 3.15              |
| 30   | 5    | "Derek Hough"          | デレク・ハフとサバイバル                   | リラ山脈       | 2018年6月25日 | 3.16              |
| 31   | 6    | "Uzo Aduba"            | ウゾ・アブダとサバイバル                   | ピレネー山脈   | 2018年7月15日 | 2.01              |
| 32   | 7    | "Roger Federer"        | ロジャー・フェデラーとサバイバル           | スイスアルプス | 2018年7月8日  | 1.88              |
| 33   | 8    | "Scott Eastwood"       | スコット・イーストウッドとサバイバル       | バルカン半島   | 2018年7月2日  | 3.13              |

### シーズン5
| 通算 | 話数 | タイトル          | 日本版タイトル                                     | 吹替       | ロケ地               | 放送日                                   | 視聴者数 (百万人) |
| ---- | ---- | ----------------- | -------------------------------------------------- | ---------- | -------------------- | ---------------------------------------- | ----------------- |
| 34   | 1    | "Rob Riggle"      | ロブ・リグルとアイスランドへ                       | 堀内賢雄   | アイスランド         | 2019年11月26日                           | 0.517             |
| 35   | 2    | "Brie Larson"     | ブリー・ラーソンとパール諸島へ                     | 水樹奈々   | パール諸島           | 2019年11月5日                            | 0.399             |
| 36   | 3    | "Zachary Quinto"  | ザカリー・クイントとパナマのジャングルへ           | 喜山茂雄   | パナマ               | 2020年1月21日                            | 0.378             |
| 37   | 4    | "Cara Delevingne" | カーラ・デルヴィーニュとサルデーニャ島の山岳地帯へ | 沢城みゆき | サルデーニャ         | 2019年11月19日                           | 0.351             |
| 38   | 5    | "Armie Hammer"    | アーミー・ハマーとサルデーニャ島へ                 | 津田健次郎 | サルデーニャ         | 2019年12月3日                            | 0.384             |
| 39   | 6    | "Dave Bautista"   | デイヴ・バウティスタとアリゾナの峡谷へ             | 楠大典     | グレンキャニオン     | 2019年12月10日                           | 0.493             |
| 40   | 7    | "Joel McHale"     | ジョエル・マクヘイルとアリゾナの砂漠へ             | 森川智之   | スロットキャニオン   | 2019年11月12日                           | 0.360             |
| 41   | 8    | "Channing Tatum"  | チャニング・テイタムとノルウェーの荒野へ           | 中村悠一   | ノルウェー           | 2019年12月15日 (AUS) 2019年12月17日 (US) | 0.546             |
| 42   | 9    | "Bobby Bones"     | ボビー・ボーンズとノルウェーのフィヨルドへ         | 神谷浩史   | ノルウェーフィヨルド | 2020年1月14日                            | 0.501             |
| 43   | 10   | "Alex Honnold"    | アレックス・オノルドとスイスアルプスへ             | 鈴木達央   | スイスアルプス       | 2020年1月7日                             | 0.314             |

### シーズン6
| 通算 | 話数 | タイトル                               | 日本版タイトル                                   | 吹替     | ロケ地               | 放送日        | 視聴者数 (百万人) |
| ---- | ---- | -------------------------------------- | ------------------------------------------------ | -------- | -------------------- | ------------- | ----------------- |
| 44   | 1    | "Anthony Mackie"                       | アンソニー・マッキーとイタリアの山地へ           | 安元洋貴 | イタリアドロミーティ | 2021年3月29日 | 0.437             |
| 45   | 2    | "Terry Crews"                          | テリー・クルーズとアイスランドの高地へ           | 間宮康弘 | アイスランド         | 2021年4月5日  | 0.400             |
| 46   | 3    | "Danica Patrick"                       | ダニカ・パトリックとモアブ砂漠へ                 | 佐古真弓 | モアブ (ユタ州)      | 2021年4月12日 | 0.459             |
| 47   | 4    | "Rainn Wilson"                         | レイン・ウィルソンとラサール山地へ               | 白熊寛嗣 | ラサール山地         | 2021年4月19日 | 0.560             |
| 48   | 5    | "Keegan-Michael Key"                   | キーガン＝マイケル・キーとアイスランドの溶岩原へ | 杉田智和 | アイスランド         | 2021年4月26日 | 0.391             |
| 49   | 6    | "Danny Trejo"                          | ダニー・トレホとモアブ砂漠へ                     | 浦山迅   | アーチーズ国立公園   | 2021年5月3日  | TBD               |
| 50   | 7    | "Gina Carano"                          | ジーナ・カラーノとドロミーティ山地へ             | 朴璐美   | ドロミーティ         | 2021年5月10日 | TBD               |
| 51   | 8    | "Bobby Bones & fiancée Caitlin Parker" | ボビー・ボーンズとシエラネバダへ                 | 神谷浩史 | シエラネバダ山脈     | 2021年5月17日 | TBD               |

## 騒動

### 規制違反
2019年2月21日、ブルガリア環境省は当番組の行為を問題視し、罰金を科す方向で検討していることを明らかにした。問題になったのは、シーズン4でブルガリアのリラ山脈で番組を収録した際、グリルスとゲストのアメリカ人ダンサーのデレク・ハフがカエルを捕まえて殺し、内臓を抜きとって調理したシーンと、湖で遊泳したシーン。
リラ山脈を含むリラ国立公園はブルガリア国内最大で、希少で絶滅も危惧される動物や植物が生息していることから自然保護区域にも指定されている。環境省によると、ロケが行われたカラカシェヴォ湖の水辺への侵入や遊泳も、火を使うことも、動物を捕まえて殺すことも、禁止されているという。「収録中に保護区域内における規則や行動規制に対する違反があったことは、映像資料から明らかだ。違反行為だ」と環境省は批判した。さらにこれらの禁止事項は、事前にきちんと番組スタッフに説明をしていたという。
実際に罰金が科せられた場合、制作会社には500～5000ユーロ（約6万3000～63万円）が、出演者2人には250～2500ユーロ（約3万1000～31万円）が科される恐れがあるという。

### やらせ疑惑
セレブが果敢なことに挑戦する番組であるがゆえ、やらせ疑惑もささやかれている。映画『ワイルド・スピード』シリーズなどで知られる女優のミシェル・ロドリゲスが同番組に出演した際も、番組の視聴者から”やらせ”ではないかとの指摘があった。ミシェルが出演した回では、自分の尿で煮たネズミを食べたり、単独でパラシュート降下をしたりと、過酷なことに挑戦していた。
これらの指摘に対しミシェルは、トーク番組『ザ・トーク』で「ベアは私を飛行機から蹴り出したの。それに私のオシッコで煮たネズミを食べさせたわ」とやらせ疑惑を一蹴した。ミシェルはグリルスに対し、自身のサバイバルスキルを試したいと意気込みを見せ、自分に無理なことや嫌がることがあると思うならテストして欲しいと頼んだ。ミシェルはグリルスが課すどんな難題にも逃げずに立ち向かい、視聴者を驚かせた。